# Papillicardium papillosum

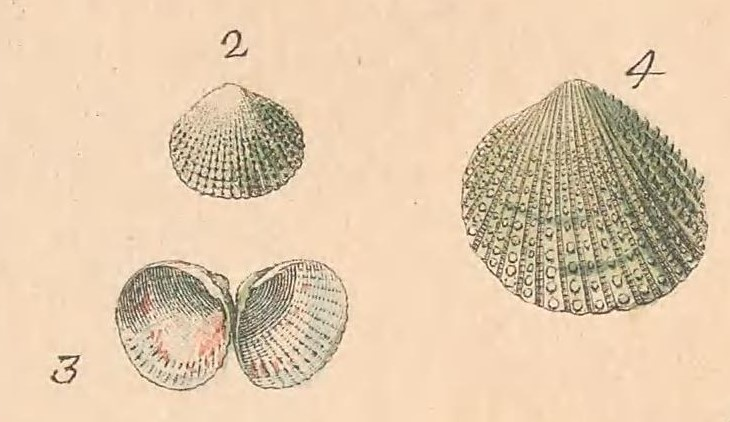
Papillicardium papillosum (Poli, 1791), Originalabbildung

Papillicardium papillosum ist eine Muschel-Art aus der Familie der Herzmuscheln (Cardiidae) in der Ordnung Cardiida.

## Merkmale
Die gleichklappigen, geblähten Gehäuse werden bis 15 mm lang. Sie sind ungleichseitig, die Wirbel sitzen leicht vor der Mittellinie (zum Vorderrand hin).
Der Umriss ist annähernd rundlich bis leicht quadratisch. Der vordere und der hintere Dorsalrand sind ungefähr gleich lang. Sie fallen auch mit annähernd gleichem Winkel zum Vorderrand bzw. Hinterrand ab. Der Hinterrand ist leicht gebogen, der Vorderrand ist fast gerade bis sehr schwach gebogen. Der Vorderrand geht mit einem Wechsel der Krümmung in den gleichmäßig gekrümmten Ventralrand über. Der Hinterrand geht dagegen gleichmäßig in den Ventralrand über.
Das Ligament ist deutlich ausgeprägt und sitzt auf einer kurzen Nymphe. Das Schloss weist in der rechten Klappe zwei vordere Seitenzähne auf, zwei Hauptzähne und einen hinteren Seitenzahn. In der linken Klappe sind nur je ein vorderer und hinterer Seitenzahn vorhanden und zwei Hauptzähne.
Die Schale ist dünn und durchscheinend, trotzdem aber ziemlich fest. Die Ornamentierung besteht aus 24 bis 27 radialen Rippen; die Zwischenräume sind etwas schmaler als die Rippen. Die Zwischenräume weisen kräftige quer verlaufende Einkerbungen auf. Die vorderen Rippen sind mit breiten, stumpfen Querbalken versehen; die mittleren und hinteren Rippen besitzen rundliche Knötchen (Papillae). Der Klappenrand ist innen gekerbt, die Einkerbungen entsprechen die Rippen auf der Außenseite. Furchen erstrecken sich intern bis in die Wirbelhöhle. Die Farbe ist außen schmutzigweiß mit pinken oder braunen Flecken, innen weiß mit pinkfarbenen, radialen Streifen. Das Periostrakum ist hellbraun.

## Ähnliche Arten
Bei Papillicardium turtoni (G. B. Sowerby, III, 1894) von der Küste Südafrika sitzen auf den Rippen am Vorderrand kräftige dornartige Knoten.

## Geographische Verbreitung und Lebensraum
Das Verbreitungsgebiet reicht vom Ärmelkanal, die Westküste der Iberischen Halbinsel, und die westafrikanische Küste bis nach Angola. Sie kommt auch im Mittelmeer, im Schwarzen Meer und in den Küstengewässern von Madeira, den Azoren und den Kanarischen Inseln vor.
Sie lebt auf Grobsand- und Schotterböden in einem bis etwa 60 Meter Wassertiefe. Sie heftet sich gelegentlich an Steine mit ihrem Byssus an.

## Taxonomie
Das Taxon wurde 1791 von Giuseppe Saverio Poli als Cardium papillosum erstmals beschrieben. Es wurde lange Zeit auch in die Gattung Parvicardium Monterosato, 1884 gestellt. MolluscaBase akzeptiert die Art als gültiges Taxon der Gattung Papillicardium Sacco, 1899.
MolluscaBase führt folgende Synonyme auf: Cardium fragile Reeve, 1845, †Cardium hispidum Eichwald, 1830, Cardium papillosum var. aurea Bucquoy, Dautzenberg & Dollfus, 1892, Cardium papillosum var. lactea Jeffreys, 1864, Cardium papillosum var. maxima Bucquoy, Dautzenberg & Dollfus, 1892, Cardium papillosum var. obliquata Monterosato, 1875, Cardium papillosum var. rosea Pallary, 1900, Cardium planatum Renier, 1804, Cardium polii Payraudeau, 1826, Cardium punctatum Brocchi, 1814, Cardium scobinatum Lamarck, 1819 und Corculum (Trigoniocardia) auri Fischer-Piette, 1977.

## Online
- 292 Marine Bivalve Shells of the British Isles: Parvicardium papillosum (Poli, 1791) (Website des National Museum Wales, Department of Natural Sciences, Cardiff)